# Фішер Стівенс
Фішер Стівенс (англ. Fisher Stevens; 27 листопада 1963) — американський актор, режисер і продюсер, лауреат премії «Оскар».

## Біографія
Фішер Стівенс (справжнє ім'я Стівен Фішер) народився 27 листопада 1963 року в Чикаго, штат Іллінойс. У 13 років переїхав з рідного Чикаго до Нью-Йорка, щоб почати акторську кар'єру. Навчався акторській майстерності у Дена Фокі, а потім в Ути Хаген.

## Кар'єра
У 14 років Фішер вперше виступав на сцені в постановці «Різдвяної пісні» Чарльза Діккенса. У кіно дебютував у 1981 році у фільмі жахів «Спалення». Знімався в таких фільмах, як «Коротке замикання», «Коротке замикання 2», «Супербрати Маріо», «Хакери», «Хлопець із „Фламінго“» і серіалах «Завтра настане сьогодні», «Загублені», «Сутичка».
У 2010 році Фішер Стівенс був удостоєний премії «Оскар» у категорії «найкращий документальний фільм» за стрічку «Бухта» (англ. The Cove), у створенні якої він брав участь як продюсер.

## Фільмографія
- 1983 — Крихітко, це ти / Baby It's You
- 1984 — Брат з іншої планети / The Brother from Another Planet
- 1986 — Коротке замикання / Short Circuit
- 1988 — Коротке замикання 2 / Short Circuit 2
- 1991 — Звичка одружуватися / The Marrying Man
- 1993 — Супербрати Маріо / Super Mario Bros
- 1994 — Тільки ти / Only You
- 1995 — Хакери / Hackers
- 1996 — Право не відповідати на запитання / The Right to Remain Silent
- 2000 — Ранковий випуск / Early Edition
- 2002 — Обговоренню не підлягає / Undisputed
- 2003 — Міські дівчата / Uptown Girls
- 2005 — Фактотум / Factotum
- 2007 — Наркоз / Awake
- 2010 — Експеримент / The Experiment
- 2010 — Кримінальна фішка від Генрі / Henry's Crime
- 2012 — Дуже небезпечна штучка / One for the Money
- 2012 — Літо. Однокласники. Любов / LOL
- 2013 — Фільм 43 / Movie 43
- 2014 — Готель «Гранд Будапешт» / The Grand Budapest Hotel
- 2016 — Аве, Цезар! / Hail, Caesar!
- 2018 — Острів собак / Isle of Dogs
- 2019 — Сирота Бруклін / Motherless Brooklyn
- 2021 — Палмер / Palmer
- 2021 — Французький вісник / The French Dispatch
- 2023 — Місто астероїдів / Asteroid City
- 2025 — В сірій зоні / In the Grey